# That's Amore
«That's Amore» es una canción de 1953, compuesta por Harry Warren y Jack Brooks. Se volvió un gran éxito y una canción insignia para Dean Martin en 1953. Amore significa "amor" en italiano. Esta canción es una declaración de amor por la ciudad de Nápoles.

## Historia
La canción apareció por primera vez como parte de la banda sonora de la película ¡Qué par de golfantes!, distribuida en 1953 por Paramount Pictures y protagonizada por Martin y Jerry Lewis. En la película, la canción es cantada principalmente por Martin, mientras que Lewis se le une, junto con otros personajes de la cinta. Recibió una nominación para el Premio de la Academia a la mejor canción original del mismo año, pero perdió frente a Secret Love de la película Calamity Jane, protagonizada por Doris Day.
La grabación que se utilizó en el sencillo publicado por Capitol Records fue realizada el 13 de agosto de 1953 (tres días después del estreno de la película en Estados Unidos). La orquesta fue dirigida por Dick Stabile, y la grabación se realizó en los estudios de Capitol Records, en el número 5055 de Melrose Avenue, en Hollywood, California. El 7 de noviembre de 1953, el álbum de Martin, que incluía también la canción "You're the Right One" (y que fue grabada en la misma sesión), alcanzó el lugar #2 en las listas de la revista Billboard. El lugar #1 fue ocupado por la canción de Les Paul y Mary Ford, "Vaya con Dios".
La canción permanece estrechamente ligada a Dean Martin. En 2001, se utilizó como el título de un vídeo retrospectivo de la carrera de Martin, y su hijo, Ricci Martin tituló su biografía de 2002: That's Amore: A Son Remembers Dean Martin.
Diversos artistas han realizado sus propias versiones de la canción, como Alma Cogan, quien la cantó en el programa de la BBC Take It From Here el 31 de diciembre de 1953. Por su parte, Connie Francis realizó una adaptación en italiano para su álbum More Italian Favorites de 1960, la cual concluye con un recordatorio de la versión original en inglés.
La hija de Martin, Deana Martin, grabó también su versión de la canción en 2006. Fue publicada en su álbum Memories are Made of This, por Big Fish Records.

## En la cultura popular
En 1987, la versión de Dean Martin volvió a incrementar su popularidad, debido a su aparición en la película Moonstruck, dirigida por Norman Jewison y protagonizada por Cher, Nicolas Cage, Danny Aiello, Vincent Gardenia y Olympia Dukakis.
Fue el tema principal de un programa de televisión del mismo nombre en la década de los 90's, conducido por Luca Barbareschi. Asimismo, fue el tema de la serie australiana Pizza, que se transmitió entre 2000 y 2007, y aparece prominentemente en la cinta danesa Love Is All You Need, de 2012.
En Friends, la canción aparece cuando Monica y Pete se encuentran en la pizzería en Italia durante la tercera temporada. En el videojuego educativo Mario Teaches Typing aparece brevemente. Es referenciada en el capítulo de Los Simpson de 2005, "The Italian Bob", y fue cantada por John C. Reilly en la película Walk Hard: The Dewey Cox Story, así como por Andrew Garfield en la película The Imaginarium of Doctor Parnassus. En el ámbito deportivo, los fanáticos británicos del fútbol cantan la canción modificando la letra para referenciar a Bobby Zamora y el jugador de los Pittsburgh Pirates, Francisco Cervelli utiliza la canción como su tema personal (hasta la temporada de 2015).